# Julio Grondona
Julio Humberto Grondona (Sarandí, 18 de setembro de 1931 - Buenos Aires,  30 de julho de 2014) foi um vice-presidente Executivo e Presidente Financeiro da FIFA. Era presidente da AFA e presidente de honra do Arsenal de Sarandí.
Morreu devido a problemas cardíacos no dia 30 de julho de 2014.